# Murad I.
Murad I. zvaný Hüdavendiğar („Vladař“, narozen 1319 nebo 1326 – 28. června 1389 na Kosově poli) byl osmanský sultán z dynastie Osmanů vládnoucí v letech 1362 až 1389, syn beje Orhana a otec sultána Bájezída I.

## Život

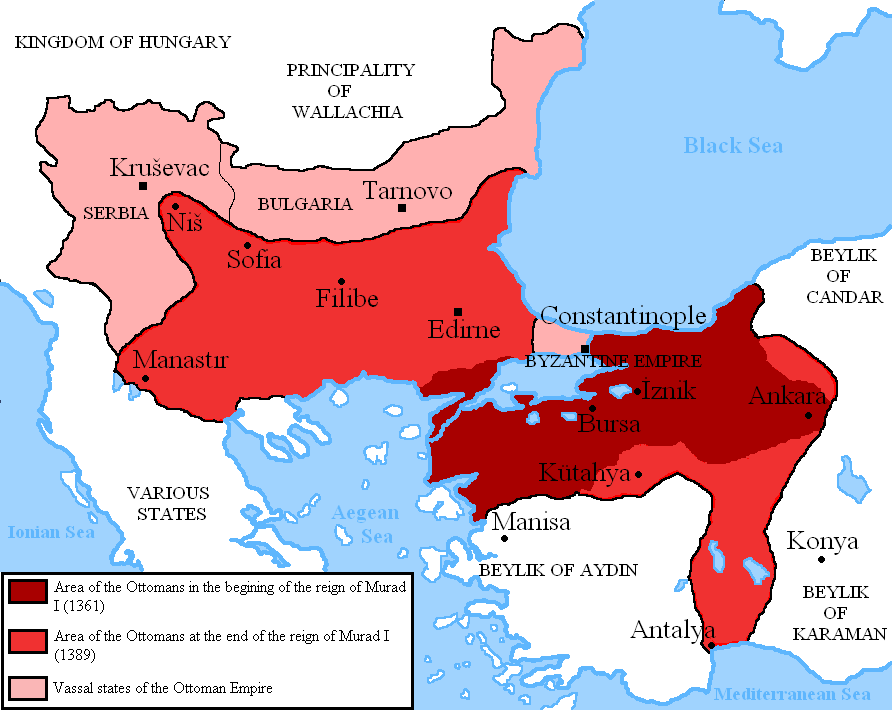
Rozsah Osmanské říše za vlády Murada I.

Murad I. položil základy osmanské expanze do Evropy, započal systematické dobývání Balkánského poloostrova. Během jeho vlády se začaly systematicky formovat elitní vojenské oddíly janičářů sestavených z obyvatel okupovaných územích, zvláště Slovanů, které posléze tvořily hlavní jádro osmanské armády. V době jeho smrti měla Osmanská říše rozlohu 500 000 km². Byl zavražděn po bitvě na Kosově poli v roce 1389, v níž porazil Srby. Po bitvě totiž jeden srbský rytíř, jménem Miloš Obilić pronikl do tureckého ležení a ubodal Murada nožem. Muradův syn Bájezíd I. poté nařídil masakr zajatých Srbů, odvezl otcovo tělo do Adrianopole a nastoupil na trůn jako sultán.

## Konkubíny a manželky

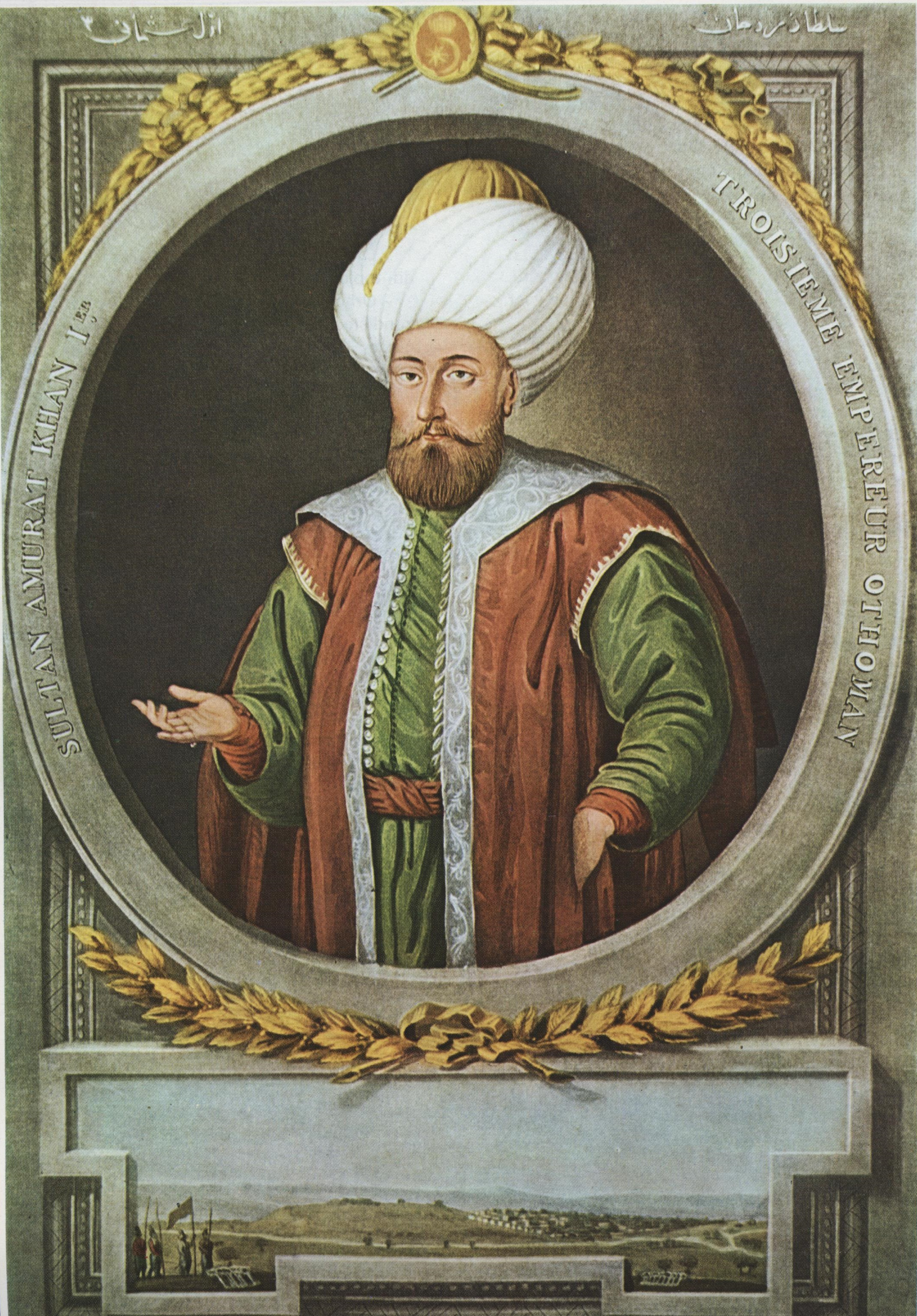
Murad I., portrét ze série z 19. stol., Konstantin Kapıdağlı

- Gülçiçek Hatun – první manželka, matka jeho následníka Bájezída I. a prince Yahşi Bey , za vlády syna byla Valide sultánkou
- Kera Tamara – bulharská princezna, provdána za sultána na znamení míru mezi Osmany a Bulharskem, neměli potomky
- Paša Melek Hatun – nedochovaly se o ní informace, nejspíše neporodila žádného potomka
- Fülane Hatun – taktéž žádné informace